# ثورة اليمن (فلم)
ثورة اليمن [وفقًا لِمَن؟]
وهو فيلم من بطولة عماد حمدي وماجدة وحسن يوسف وصلاح قابيل والقدير صلاح منصور في دور الامام. كتب قصة الفيلم صالح مرسى وأخرجه عاطف سالم عام 1966م ، وتمت تصويره في صنعاء القديمة وتعز.
يحكي الفيلم قصة الشاب منصور بن صمود (حسن يوسف)، الذي يعود من مصر بعد دراسته هناك، وفي تعز يجد أسرته بانتظاره، كما يجد الإمام الذي يحكم اليمن، والذي لا يعجبه وجود شاب متعلم في أوساط الشعب، ويحاول قتله، وتبدأ القصة من هنا، حيث ينضم منصور إلى تكتل الأحرار الذين قاموا بالثورة ضد الإمام في 26 سبتمبر من العام 1962م، بدعم من قيادة مصر آنذاك.